# How to Educate a Wife
Pour plus de détails, voir Fiche technique et Distribution.
How to Educate a Wife est un film américain réalisé par Monta Bell et sorti en 1924.

## Fiche technique
- Réalisation : Monta Bell
- Scénario : Grant Carpenter, Douglas Z. Doty d'après une histoire de Elinor Glyn
- Photographie : Charles Van Enger
- Production : Warner Bros.
- Durée : 70 minutes (7 bobines)[1]
- Date de sortie : 1er mai 1924

## Distribution

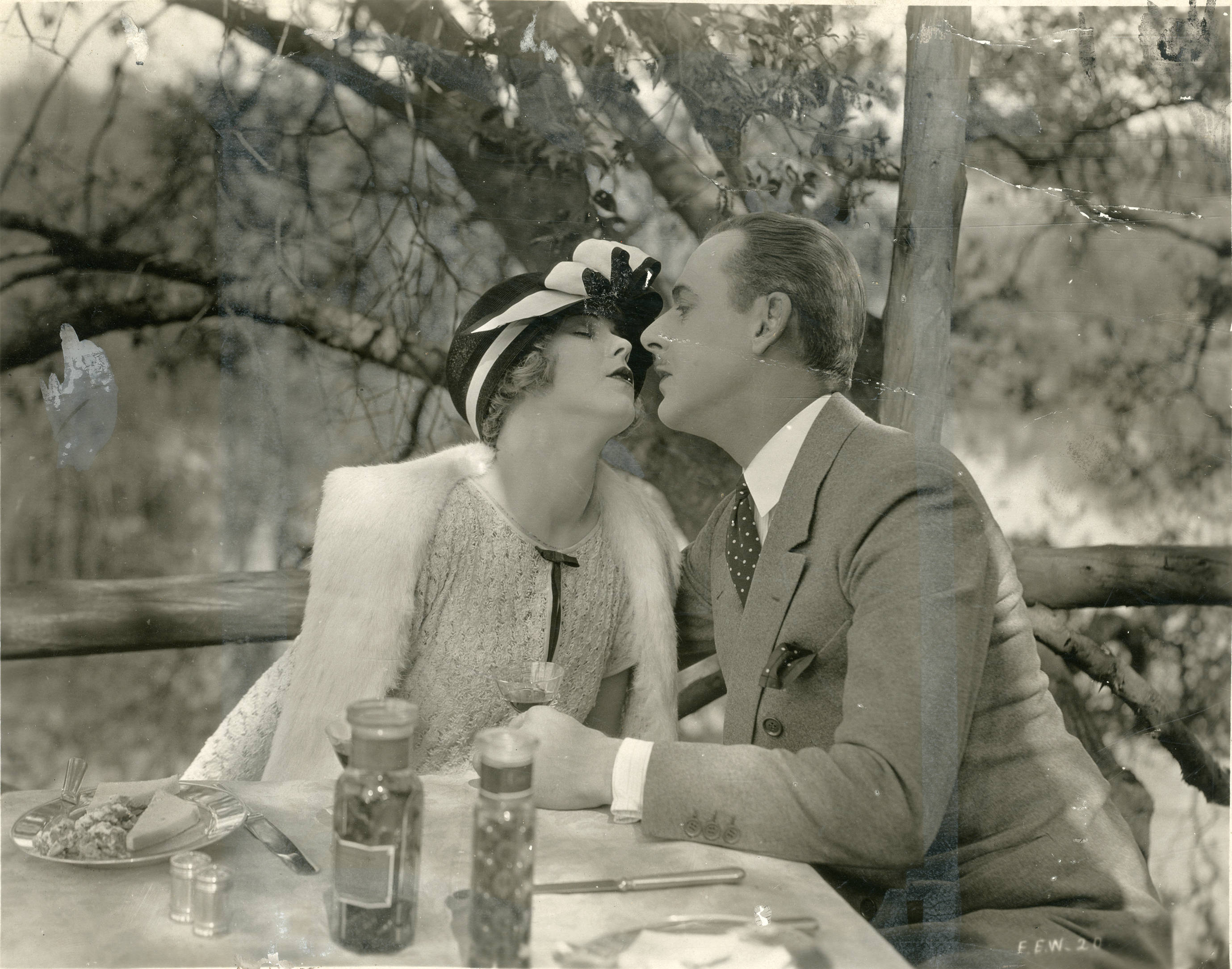
Marie Prevost et Monte Blue dans une scène du film.

- Marie Prevost : Mabel Todd
- Monte Blue : Ernest Todd
- Claude Gillingwater : Henry Bancks
- Vera Lewis : Mrs. Bancks
- Betty Francisco : Betty Breese
- Creighton Hale : Billy Breese
- Edward Earle : Robert Benson
- Nellie Bly Baker : Katinka

## Production
L'écrivaine et scénariste Elinor Glyn a reçu 5 000 $ de droits d'adaptation pour ce film.